# Младочехи
Молодочехи (чеськ. Mladočeši, Младочехи) або Національна партія вільнодумних (чеськ. Národní strana svobodomyslná) — чеський суспільно-політичний рух і політична партія (з 1874 року) в Австро-Угорщині. Домагалося автономії чеських земель у складі Австро-Угорщини шляхом перетворення її на Австро-Угро-Чеську монархію.

## Історія

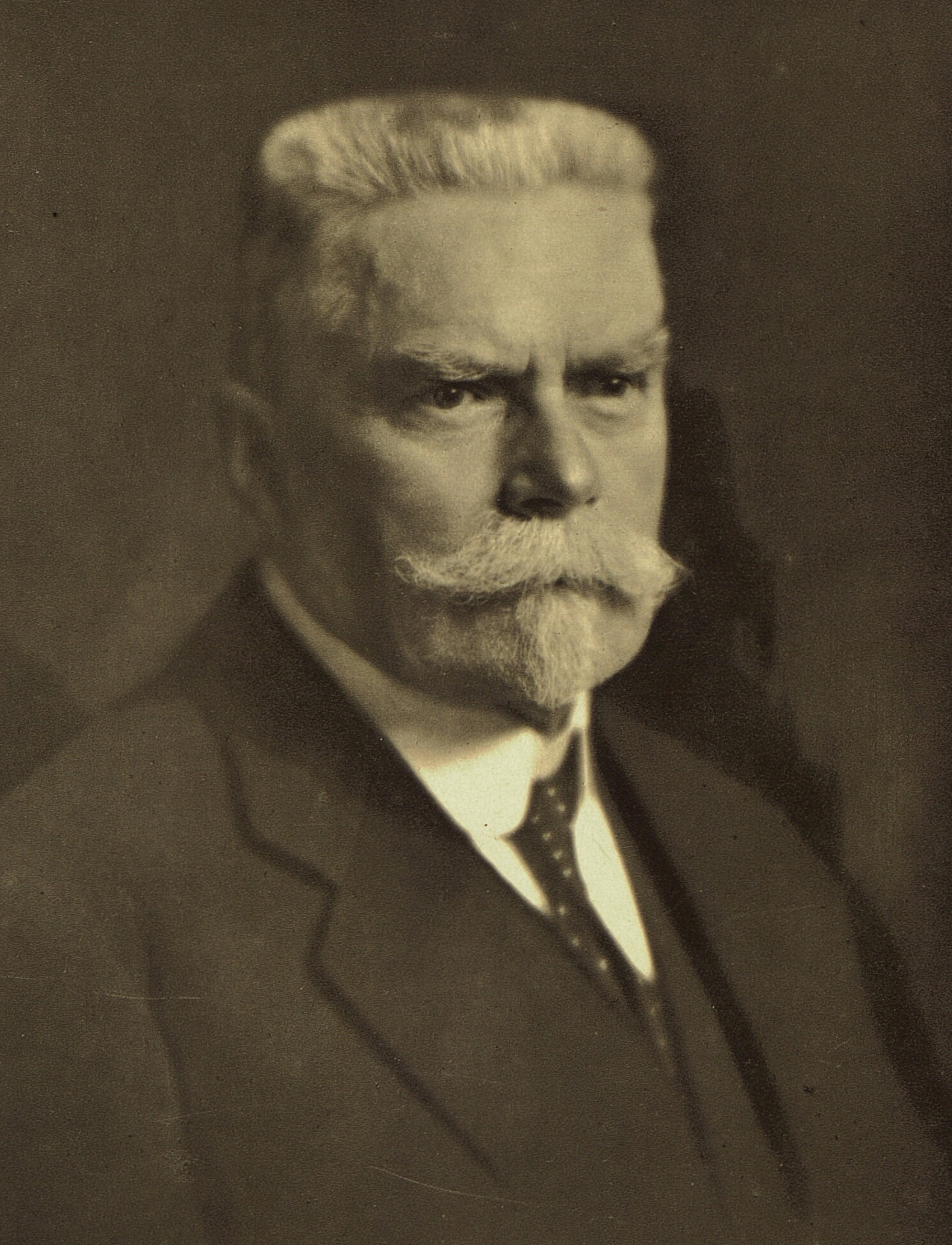
Карел Крамарж

Спочатку молодочехи були фракцією у складі Національної партії, яка  виникла в 1860 році і якою керували більш помірні старочехи. На рубежі 60—70-х старочехи проводили політику обструкції імперських законодавчих органів, в той час як молодочеське крило вимагало активного відстоювання своєї позиції. 
У 1874 році поглибився розкол між фракціями призвів до того, що молодочехи організаційно виділилися зі складу партії і створили Національну партію вільнодумних, після чого назва «старочехи» закріпилося за всієї ЧНП. У 1889 року на з'їзді молодочехів на горі Ржип старочехи були оголошені зрадниками чеського народу. Підписання чесько-німецької угоди 1890 року між старочехами та німецькими організаціями та поширення виборчого права призвело до втрати старочехами підтримки на користь молодочехов та інших партій. До початку XX століття їх політична позиція стала зближуватися з старочехами.
Партії надавали активну матеріальну підтримку великі чеські промисловці і банкіри. Ідеологом і багаторічним лідером партії був Карел Крамарж.
Незважаючи на те, що молодочехи були радикальнішими від старочехів (ворогували між собою), в кінці XIX століття вони не вимагали створення незалежної чеської держави, а обмежувалися вимогами національної автономії у вигляді перетворення Австро-Угорщини на триєдину монархію при збереженні економічної єдності країни. Також партія вимагала державної підтримки промисловості та експорту, а також націоналізації залізниць. Молодочехи також боролися з пангерманизмом, а Крамарж був ще й прихильником неославізму.  Також молодочехи вимагали проведення політики рівності стосовно народів Австро-Угорщини і введення загального виборчого права.
У 1918  році партія об'єдналася зі старочехами і помірними силами в партію «Чеська державно-правова демократія», яка з 1919 року стала називатися Націонал-демократична партія Чехословаччини.